# La trepadora (telenovela 1975)
La trepadora es una telenovela venezolana protagonizada por Doris Wells y Gustavo Rodríguez en 1975. Fue escrita por José Ignacio Cabrujas y por Isaac Chocrón. Se basa en la novela homónima escrita por el venezolano Rómulo Gallegos.

## Sinopsis
Nicolás del Casal (Gustavo Rodríguez) es descendiente de los antiguos dueños de Cantarrana, la hacienda en donde ha estado viviendo su medio tío Hilarlo y su familia.
Criado en Europa, alegre y emprendedor, ha regresado a Venezuela para reencontrarse con su pasado y, entre sus planes está recuperar la propiedad que un día le fue arrebatada a su padre Jaimito del Casal. 
Ya en tierras venezolanas, Nicolás se encontrará con Victoria Guanipa, (Doris Wells).
Victoria es la hija de Hilarlo Guanipa (Oscar Martinez), el hijo bastardo de Jaime del Casal, quien será el centro de venganza de Nicolás. Creció con resentimiento hacia sus medio hermanos, que siempre lo hicieron sentir inferior a ellos y bajo el prejuicio social de ser un hijo ilegítimo. 
Por sus resentimientos se convirtió en un hombre despiadado, que se apoderó de manera fraudulenta de la hacienda Cantarrana, sin Importarle los derechos de los herederos legítimos. Su acción motivó el suicidio de Jaimito del Casal, su medio hermano, quien se quitó la vida al verse despojado de lo que era suyo y de su familia.Todo por una venganza porque Hilario mató al padre de Nicolás.

## Elenco
- Doris Wells es Victoria Guanipa
- Oscar Martinez es Don Hilado Guanipa
- Gustavo Rodríguez es Nicolás Del Casal
- Hilda Vera es Doña Adelaida Salcedo de Guanipa
- Arturo Calderón
- Mahuampi Acosta
- Enrique Benshimol
- Agustina Martín es Fernanda del Canal de Alcoy
- Martha Olivo
- Virgílio Galindo
- Renato Gutiérrez es Federico Alcoy
- Laura Zerra
- Rafael Briceño
- Chony Fuentes
- Naloha Sandoval es Naloha Sandoval
- William Moreno
- Verónica Doza
- María Eugenia Domínguez
- Yalitza Hernández (Niña)[1]

## Producción
- Original de : Rómulo Gallegos
- Adaptación y Libretos: Isaac Chocrón y José Ignacio Cabrujas
- Director general : Román Chalbaud
- Dirección: Gilberto Pinto
- Asistente de Producción y Dirección: Thomas López
- Supervisión de Grabaciones : Omar Martínez
- Escenografia: Zanini
- Vestuario: Rafael Navarro
- Maquillaje: Carmelo
- Musicalización: Mario Corro
- Producción: Dante Carle

## Otras versiones
- La primera versión audiovisual, para la pantalla cinematográfica, de la obra de Rómulo Gallegos se efectuó en México, en 1944, producida por CLASA Films Mundiales, dirigida por Gilberto Martínez Solares, con guion escrito y adaptado por el mismo Rómulo Gallegos y las actuaciones de María Elena Marqués, Sara García, entre otras luminarias del cine de oro mexicano.[2]

- La trepadora 2008. Adaptada por Ricardo Hernández Anzola. Está protagonizada por Norkys Batista y Jean Paul Leroux; junto con Aroldo Betancourt y Ana Karina Casanova, y contó con la participación antagónica de Emma Rabbe